# Microtoom

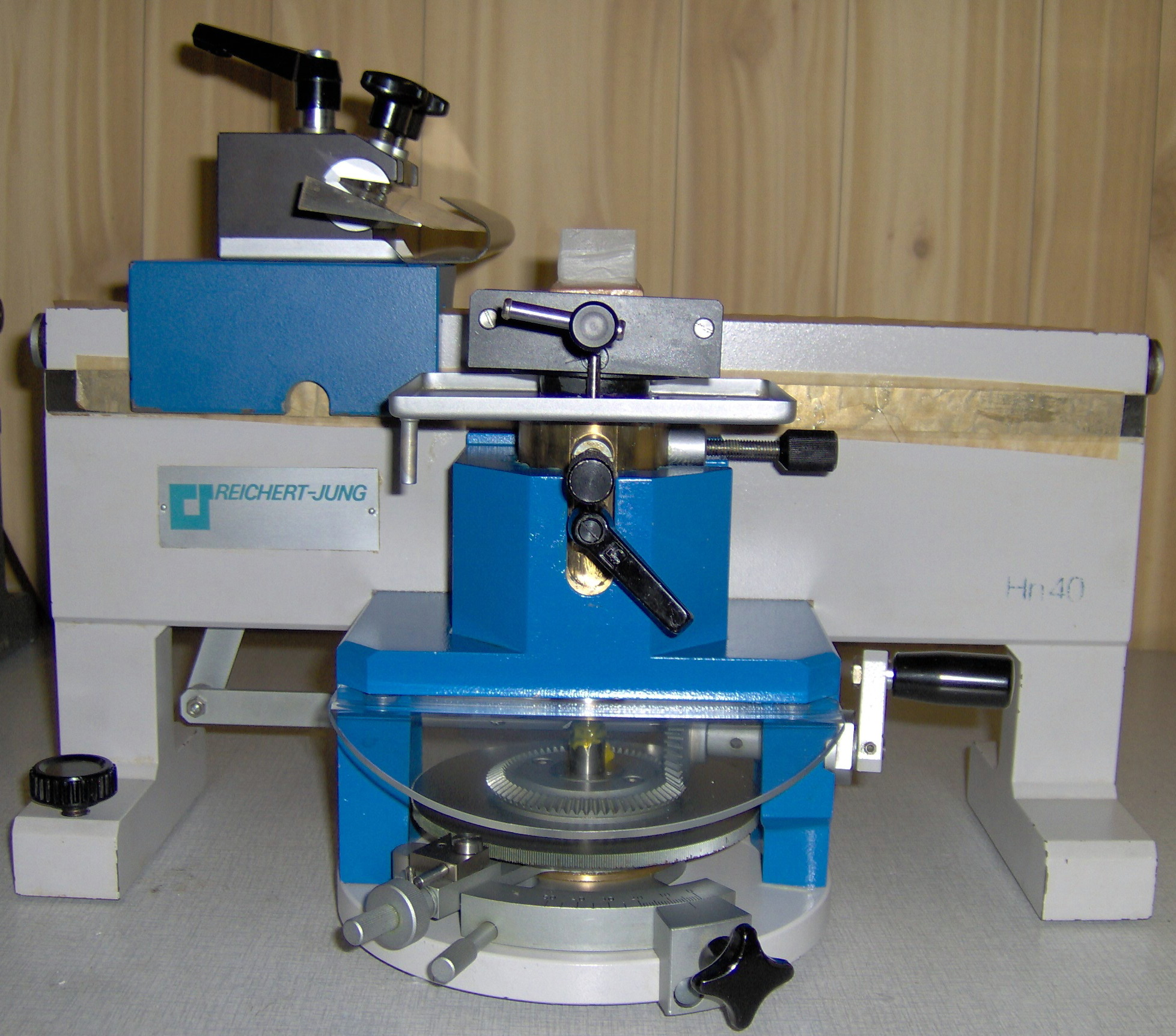
Een sledemicrotoom Reichert-Jung Hn40 in zijaanzicht.

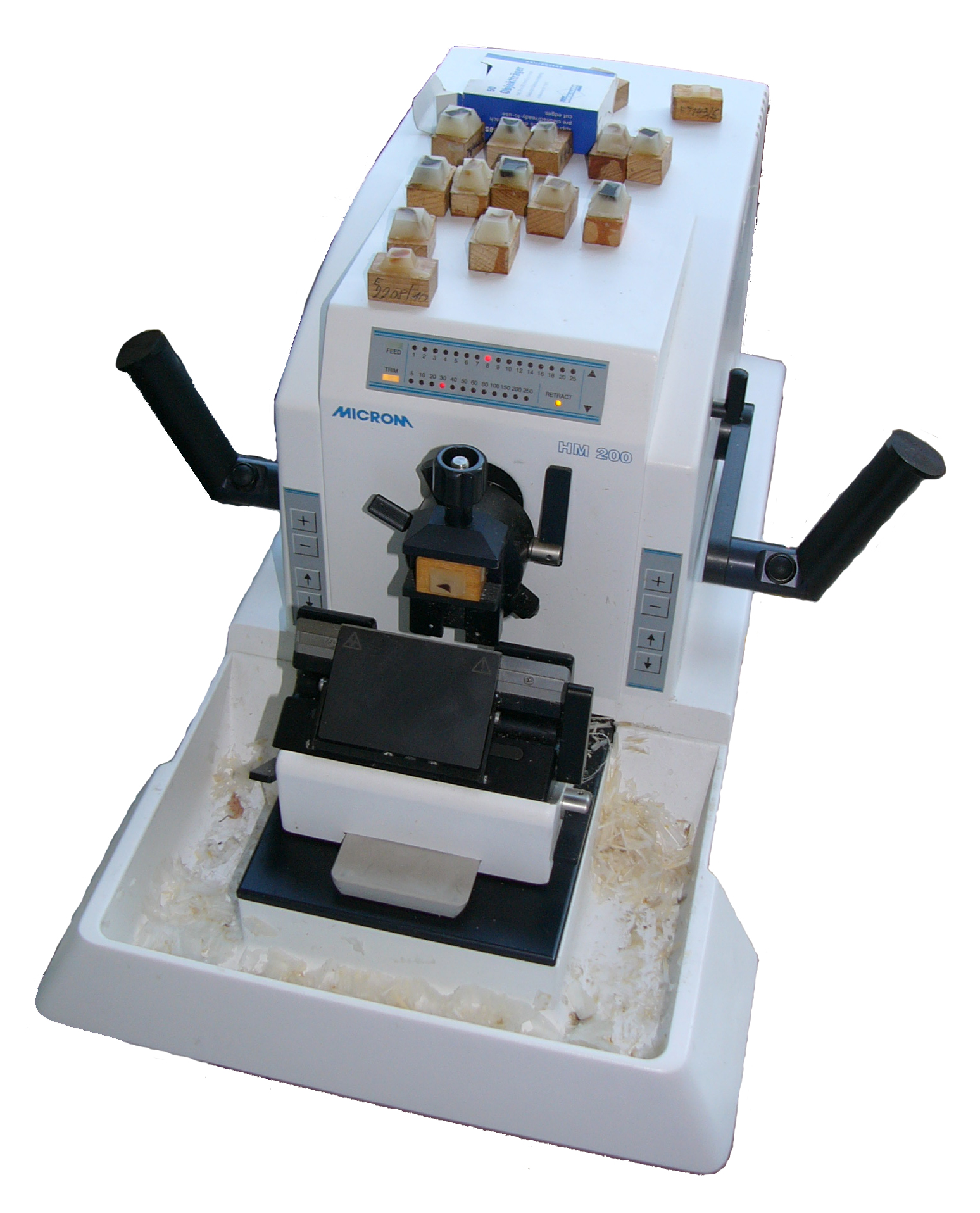
Een elektrisch aangedreven rotatiemicrotoom van het Duitse merk Microm. Bovenop liggen blokjes klaar om preparaten van te snijden.

Een microtoom is een apparaat waarmee zeer nauwkeurig heel dunne plakjes kunnen worden gesneden voor het maken van microscopische preparaten. Omdat een microscoop meestal doorvallend licht gebruikt en bij sterke vergrotingen heel weinig scherptediepte heeft, moeten de preparaten erg dun zijn, in de orde van 1 tot 20 micrometer. Voor elektronenmicroscopie bestaan ultramicrotomen die nog dunner snijden (50 tot 100 nanometer).
Een type microtoom (de sledemicrotoom) bestaat uit een zeer scherp mes dat zeer stabiel is opgesteld en gelijkmatig langs het snijblok wordt bewogen dat automatisch na iedere snede een eindje opschuift zodat een nieuw plakje kan worden afgesneden.
Bij een ander type microtoom (de rotatiemicrotoom) beweegt het te snijden blokje langs het mes.
De afgesneden plakjes worden vaak tot een lint gevormd dat op een wateroppervlak blijft drijven. De omgevingstemperatuur is ook van belang.
Aan het te snijden materiaal worden eveneens strenge eisen gesteld wat betreft hardheid en vervormbaarheid.
Er zijn o.a. handmicrotomen, sledemicrotomen, vibrerende microtomen, en rotatiemicrotomen in de handel.
Een microtoommes blijft niet lang optimaal scherp. Het slijpen van microtoommessen gebeurt meestal met speciale slijpmachines die het mes over een met polijstpasta ingesmeerde vlakke glazen onderlaag bewegen. Ook wordt gebruikgemaakt van wegwerp-mesjes.
Voor ultramicrotomen wordt vaak gebruikgemaakt van messen van vers gebroken glas of van diamant. Tegenwoordig bestaan er ook lasermicrotomen die met behulp van laserlicht snijden.